# Solenysa
Genre
Solenysa est un genre d'araignées aranéomorphes de la famille des Linyphiidae.

## Distribution
Les espèces de ce genre se rencontrent en Asie de l'Est.

## Liste des espèces
Selon World Spider Catalog (version 26, 10/04/2025) :
- Solenysa bilamellata Ballarin & Eguchi, 2025
- Solenysa geumoensis Seo, 1996
- Solenysa lanyuensis Tu, 2011
- Solenysa longqiensis Li & Song, 1992
- Solenysa macrodonta Wang, Ono & Tu, 2015
- Solenysa mellotteei Simon, 1894
- Solenysa ogatai Ono, 2011
- Solenysa partibilis Tu, Ono & Li, 2007
- Solenysa protrudens Gao, Zhu & Sha, 1993
- Solenysa reflexilis Tu, Ono & Li, 2007
- Solenysa retractilis Tu, 2011
- Solenysa shimatchu Ballarin & Eguchi, 2025
- Solenysa spiralis Tian & Tu, 2018
- Solenysa tianmushana Tu, 2011
- Solenysa trunciformis Wang, Ono & Tu, 2015
- Solenysa wulingensis Li & Song, 1992
- Solenysa yambaruensis Ballarin & Eguchi, 2025
- Solenysa yangmingshana Tu, 2011

## Systématique et taxinomie
Ce genre a été décrit par Simon en 1894 dans les Argiopidae.

## Publication originale
- Simon, 1894 : Histoire naturelle des araignées. Paris, vol. 1, p. 489-760 (texte intégral).